# صوفی‌لار
صوفی‌لار یکی از روستاهای استان آذربایجان شرقی است که در دهستان آلمالو بخش مرکزی شهرستان هشترود واقع شده‌است. ازجمله مشاهیر این روستا میتوان به حاج جابرصادقی معاون استاندار آذربایجان شرقی علی نادری که مشاور فرماندار شهرستان های مختلف بوده و علیرضا صادقی که معاونت اداره آموزش پرورش منطقه ایلخچی و کارشناس سنجش اداره آموزش و پرورش ناحیه ۳ تبریز بوده است اشاره کرد.این روستا ۳۱۰نفر جمعیت دارد.که الان به دلیل مهاجرت فقط دارای ۲۰ خانوار میباشد.

## معرفی
در کتاب فرهنگ جغرافیائی ایران روستای صوفیلار بدین شکل معرفی شده‌است (صوفیلار. (اِخ) دهی است از بخش سراسکند شهرستان تبریز، واقع در ۱۸ هزارگزی شمال باختری سراسکند و ۲۴ هزار گزی راه شوسهٔ میانه به تبریز و ۲۰ هزارگزی خط آهن مراغه به میانه. این دهکده کوهستانی و هوای آن معتدل است. ۱۰ تن سکنه دارد. آب آن از چشمه. محصول آنجا غلات، حبوبات. شغل اهالی زراعت و گله داری است. راه دهکده مالرو است. (از فرهنگ جغرافیائی ایران ج ۴).